# 奧里寧
48°45′41″N 26°23′40″E / 48.76139°N 26.39444°E

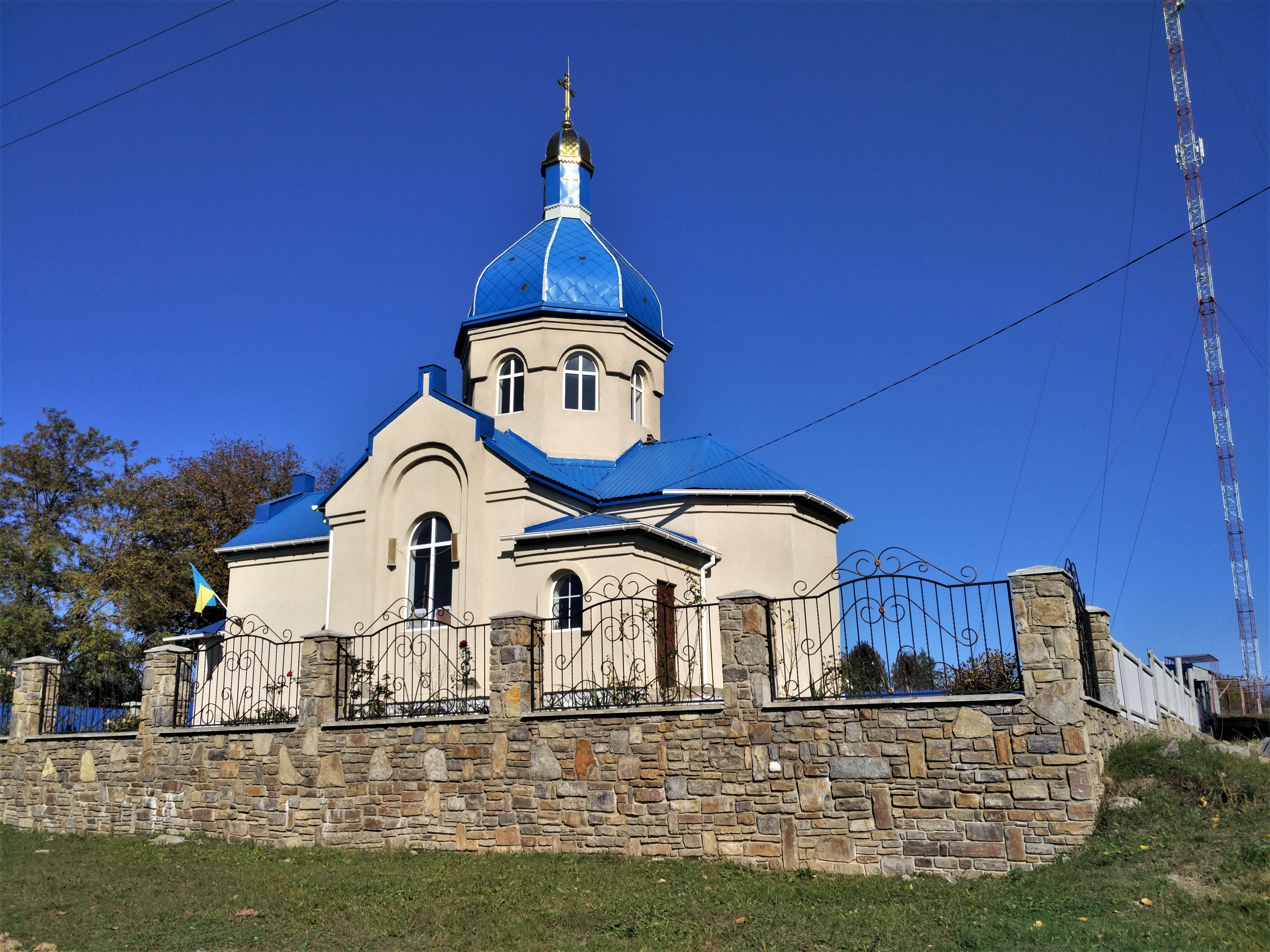
教堂

奧里寧，是烏克蘭西部赫梅利尼茨基州卡緬涅茨-波多利斯基區奥里宁市镇内的村落及其行政中心。始建於1474年，面積2.97平方公里，海拔高度206米，2001年人口2,701，人口密度每平方公里1,016.8人。